# ТЕЦ Торунь
ТЕЦ Торунь – теплоелектроцентраль у однойменному місті на півночі Польщі.
У 1980-х в Торуні для системи центрального опалення спорудили дві розташовані поруч вугільні котельні тепловою потужністю 339 МВт:
- введену в експлуатацію у 1985-му ЕС-1, яка мала два водогрійні котли WP-120 виробництва компанії Rafako (Рацибуж) загальною потужністю 305 МВт;
- запущену в 1982-му ЕС-2, де у підсумку встановили три парові котли OR-10 сосновецької компанії Fakop потужністю по 7,5 МВт та один водогрійний котел WR-10 з показником 11,5 МВт, вироблений Sefako (Сендзішув).
Для видалення продуктів згоряння на ЕС-1 звели димар висотою 225 метрів;
У 1995-му ЕС-2 перетворили на теплоелектроцентраль електричною потужністю 2,2 МВт шляхом встановлення турбіни Borsig SG-49/3/6 та генератора VEB DGK-1524-4a.
В 2017-му старі котельні замінили на сучасну повноцінну ТЕЦ, котра працює на природному газі та має дві газові турбіни General Electric LM 6000 потужністю по 53 МВт. Відпрацьовані ними гази потрапляють до котлів-утилізаторів для продукування теплової енергії, що дозволяє довести загальну паливну ефективність до 90 %.
Разом з чотирма новими водогрійними котлами потужністю по 30 МВт, необхідними для покриття пікового попиту, теплова потужність станції становить 358 МВт. Для покриття добових коливань ТЕЦ має резервуар-акумулятор гарячої води об'ємом 12 тис. м3.
Подача природного газу на майданчик станції здійснюється через перемичку довжиною 10 км.